# خوزه کارکاس
خوزه کارکاس (انگلیسی: José Corpas؛ زادهٔ ۷ ژوئیهٔ ۱۹۹۱) بازیکن فوتبال اهل اسپانیا است.
از باشگاه‌هایی که در آن بازی کرده‌است می‌توان به باشگاه فوتبال آلمریا اشاره کرد.